# Kaple Nejsvětější Trojice (Luhov)
Kaple Nejsvětější Trojice je nevelká kaple v obci Luhov na Českolipsku. Luhov je místní částí obce Brniště. Kaple náleží pod Římskokatolickou farnost v Brništi.

## Základní informace
Kaple byla postavena v Luhově (německy Luh) v roce 1739. Bohoslužby jsou zde příležitostně. Kaplička není památkově chráněná. Nevelký zděný objekt je opatřen na svém vrcholu zvonicí.